# والین
والین یکی از بیست اسید آمینهٔ اصلی یاخته‌های زنده است. والین با ساختار شیمیایی HOOCCH(NH2)CH(CH3)2 یکی از سه نوع آمینواسیدهای شاخه‌دار است که برای نخستین بار در سال ۱۹۰۱ توسط هرمان امیل فیشر آلمانی از هیدرولیز پروتئین و تجزیه از کازئین شناسایی شد. والین یک آمینواسید غیرقطبی و آب‌گریز است. به همین دلیل در ساختار هموگلوبین گلوتامیک اسید آب‌دوست جایگزین این آمینواسید شده تا گلبول‌های قرمز دچار لختگی نشوند. کدون‌های این آمینو اسید GUU , GUC , GUA GUG است.

## مسیرهای سوخت و ساز
والین، مانند سایر اسیدهای آمینهٔ زنجیره‌ای شاخه‌دار، توسط گیاهان تولید می‌شود، اما توسط جانوران تولید نمی‌شود؛ بنابراین یک اسید آمینهٔ ضروری در جانوران است و باید در رژیم غذایی حضور داشته باشد. انسان‌های بزرگسال روزانه به حدود ۴ میلی‌گرم بر کیلوگرم وزن بدن به والین نیاز دارند. والین از طریق چند مرحله که از پیروویک اسید آغاز می‌شود، در گیاهان و باکتری‌ها سنتز می‌شود. بخش ابتدایی مسیر نیز به لوسین منتهی می‌شود.